# Organiczna dioda elektroluminescencyjna

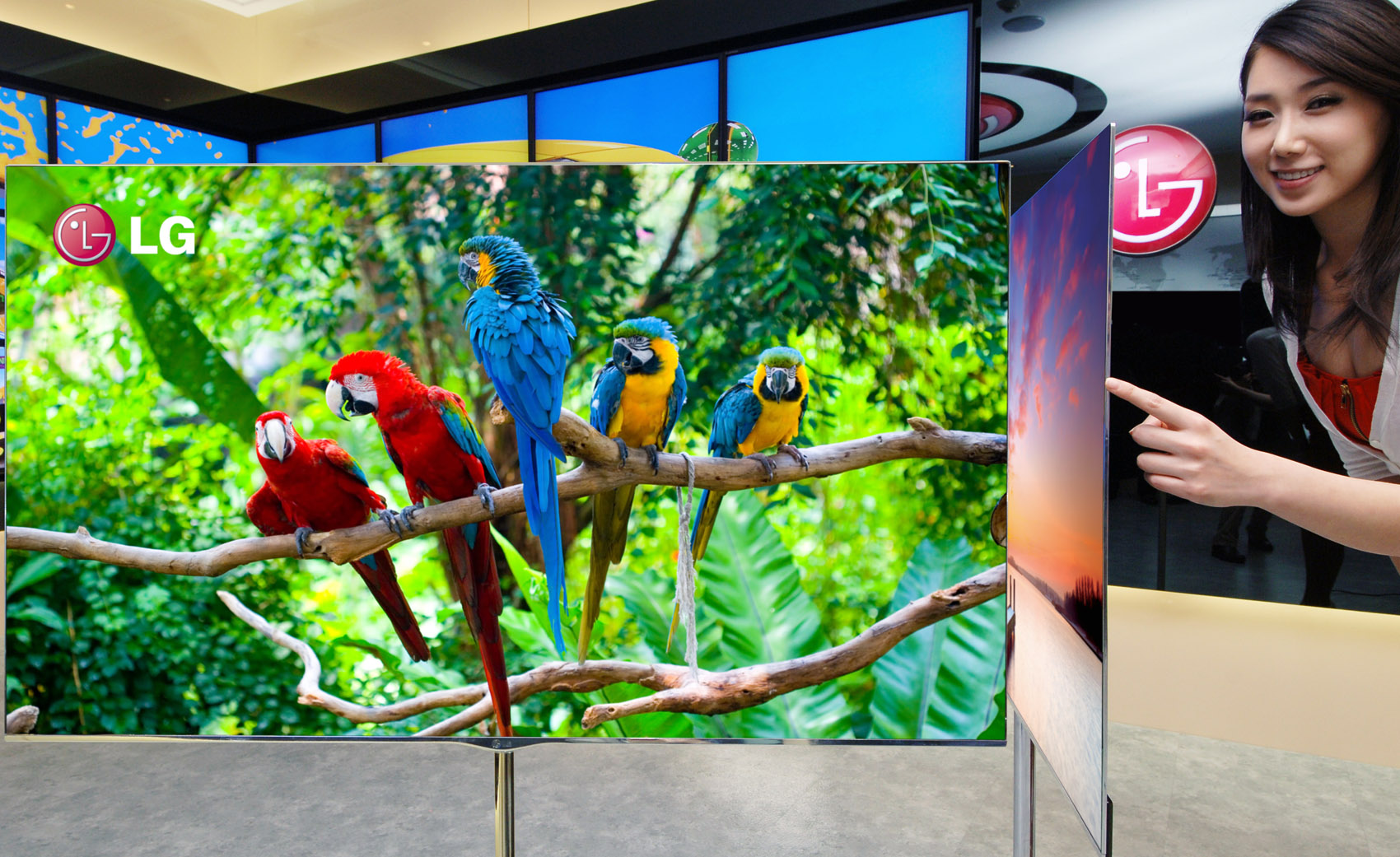
Jeden z pierwszych komercyjnych ekranów (55 cali) wykonanych w technologii OLED, 2012, targi CES

Organiczna dioda elektroluminescencyjna, OLED (od ang. organic light-emitting diode) – należy do rodziny diod elektroluminescencyjnych (LED), wytwarzana ze związków organicznych. Wykorzystywana jako powierzchniowe źródło światła. Stosuje się je do budowy elastycznych wyświetlaczy, telewizorów lub innych urządzeń przenośnych. Wyświetlacze wyprodukowane w technologii OLED są wyjątkowo cienkie za sprawą braku potrzeby ich podświetlania, gdyż diody samoistnie generują światło.
OLED oznacza także klasę wyświetlaczy graficznych opartych na tej technologii, upowszechnionych dzięki przewadze technologicznej nad LED, LCD i PDP oraz ich masowemu stosowaniu w smartfonach (Samsung, największy ówczesny producent telefonów, do 2013 r. wyprodukował ponad 200 mln sztuk urządzeń wyposażonych w wyświetlacz OLED); technologia ta od 2012 r. jest też coraz szerzej stosowana w telewizorach.
Wyświetlacze tego typu charakteryzują się dość prostą metodą produkcji: warstwa organiczna, składająca się z diod-pikseli w trzech barwach (lub czterech – dodatkowo biała), jest nakładana na płytę bazową w procesie podobnym do drukowania stosowanego przez drukarki atramentowe. Dodatkowe wprowadzenie warstwy pośredniej między płytą a emiterem podnosi sprawność i jasność ekranu. Ekran OLED nie wymaga podświetlenia, gdyż wydziela światło bezpośrednio, dzięki czemu zapewnia najlepszy współczynnik kontrastu oraz prawdziwą czerń spośród wszystkich technologii wyświetlaczy (LED, LCD, PDP czy wyświetlacz laserowy). Technologia pozwala uzyskać przezroczysty wyświetlacz, jak również zakrzywienie powierzchni ekranu, w efekcie wyświetlany obraz wydaje się bardziej przestrzenny w stosunku do płaskiego wykonania ekranu.

## Historia

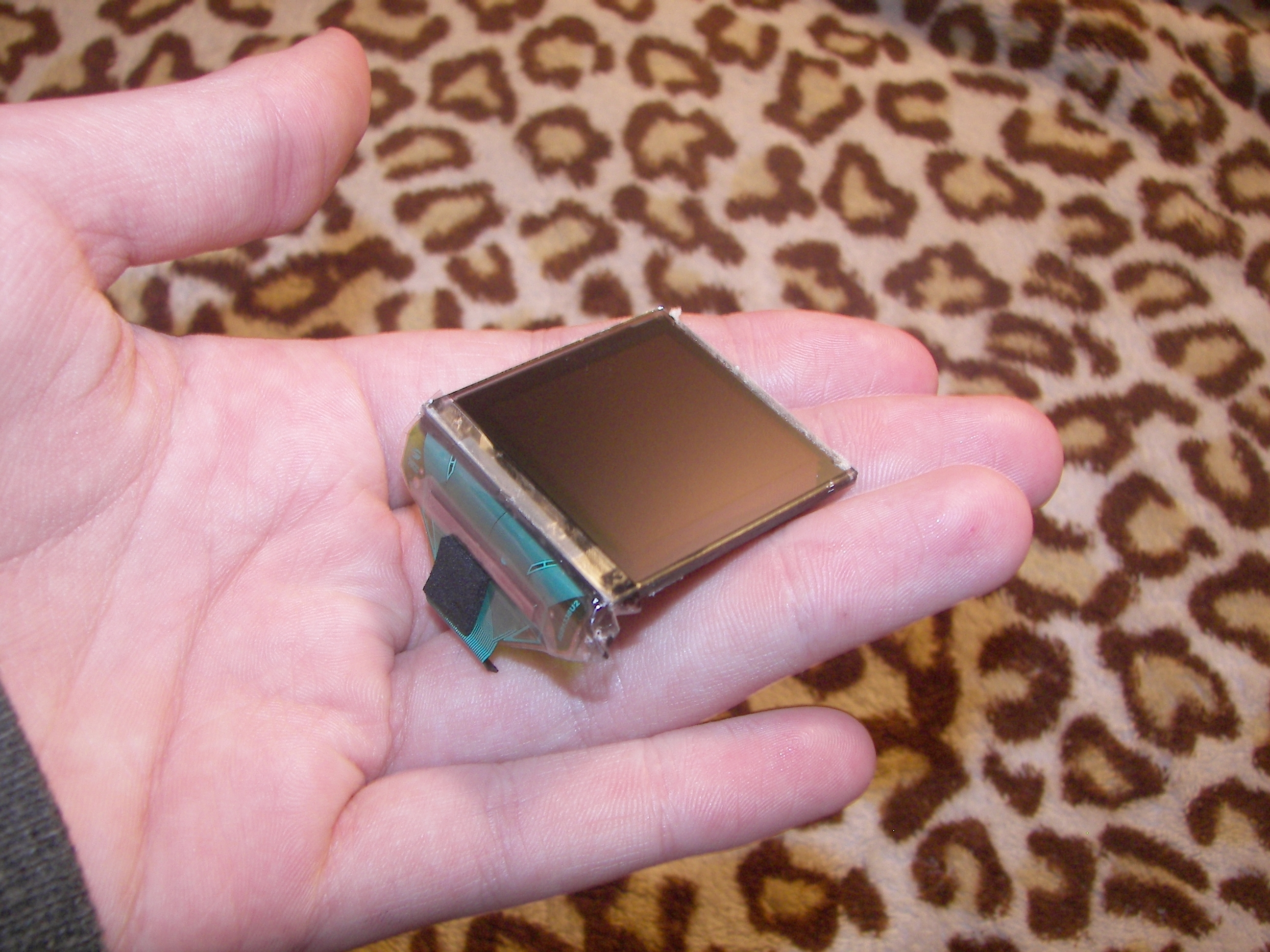
Ekran OLED 1,5 cala

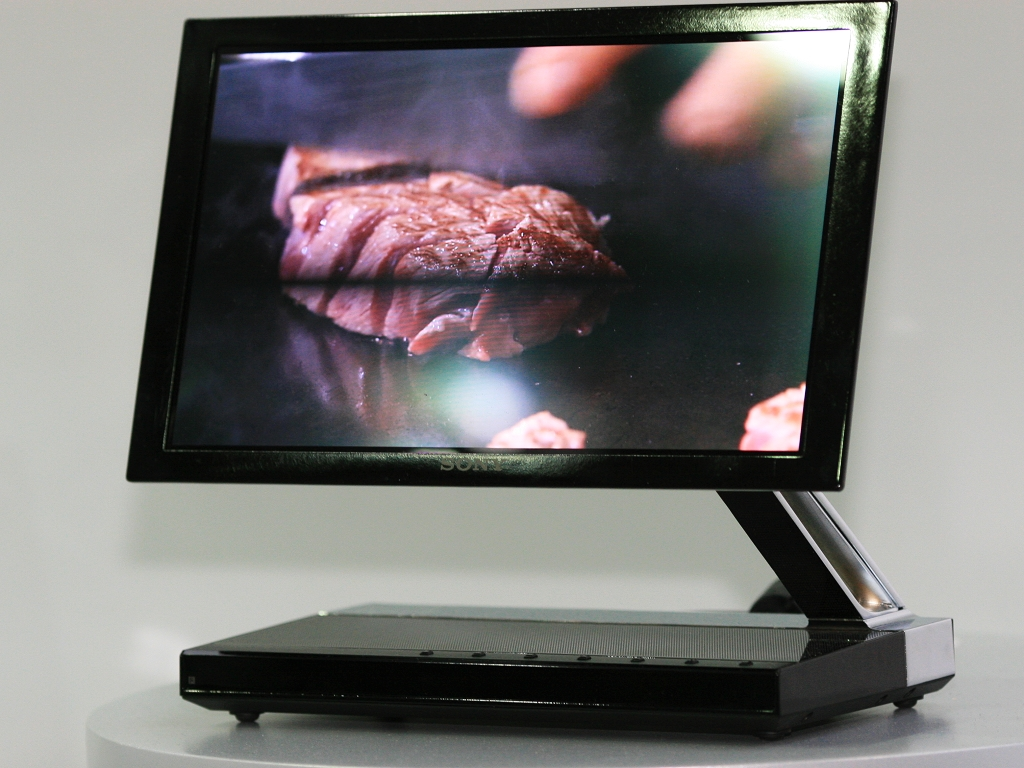
Sony XEL-1

Pierwszym związkiem organicznym, w którym odkryto zjawisko emisji światła pod wpływem przyłożenia napięcia elektrycznego, był polifenylenowinylen; odkrycia tego dokonano w roku 1989 w laboratorium Uniwersytetu w Cambridge.
Pierwszym seryjnie produkowanym urządzeniem wyposażonym w wyświetlacz OLED był palmtop CLIE PEG-VZ90 firmy Sony – wyświetlacz o przekątnej 3,8 cala, rozdzielczości 480 × 320 pikseli, jasności 150 cd/m², grubości 1,9 mm i kącie widzenia 180°.
26 maja 2007 roku firma Sony pokazała film ukazujący elastyczny wyświetlacz OLED o przekątnej ekranu 2,5 cala i rozdzielczości 120 × 160 pikseli.

### Komercyjne zastosowanie
W październiku 2007 firma Sony zaprezentowała telewizor wykonany w technologii OLED. Telewizor XEL-1 miał przekątną 11 cali, rozdzielczość 960 × 540 pikseli, kontrast 1 000 000:1 oraz grubość 3 mm. Odbiornik ważył około 2 kg i posiadał złącze HDMI.
W kwietniu 2008 firma Samsung zaprezentowała dwa pierwsze monitory komputerowe OLED o wymiarach 15 oraz 30 cali. Głównymi zaletami prototypów, był niski pobór energii, o 30% niższy w stosunku do LCD, jak również pokrycie palety barw Adobe RGB w 97%.
W 2012 Samsung zaprezentował 55-calowy telewizor KN55ES9500 Samsung Super OLED TV – wykonany w technologii Super OLED, obsługiwany gestami.
Pierwszy telewizor OLED jaki został wprowadzony do masowej produkcji to LG 55EM9600. Firma LG w 2012 zaprezentowała swój 55-calowy model OLED, wykonany w technologii WOLED (White OLED). Do głównych zalet można zaliczyć m.in. rzeczywisty współczynnik kontrastu wynoszący 100 000:1 oraz szeroką przestrzeń barw, która jest znacznie wyższa niż w LED LCD. Wartym uwagi jest grubość wynosząca 4–5 mm. Każdy piksel telewizora ma 3 kolory RGB oraz dodatkowy czwarty – biały. Czas reakcji wynosił 0,02 ms, czyli 100× mniej niż LCD, a szerokość ramki wokół ekranu to 1 mm.
W telefonach komórkowych koszt wyprodukowania 4-calowego wyświetlacza w roku 2013 był o 20% wyższy od taniego wyświetlacza LCD i wynosił 50 USD

## Typy wyświetlaczyOLED
- RGB OLED
- Active-matrix OLED (AMOLED)
- Passive-matrix OLED (PMOLED)
- Polymer LED (PLED)
- Transparent OLED (TOLED)
- Top-emitting OLED (TEOLED)
- Foldable OLED (FOLED)
- White OLED (WOLED)

## Budowa oraz zasada działania
OLED składa się z warstwy emisyjnej, warstwy przewodzącej, podłoża oraz anody i katody. Warstwy złożone są z cząstek organicznych polimerów przewodzących, których poziom przewodzenia znajduje się w zakresie między izolatorami a przewodnikami, z tego względu nazywane są one półprzewodnikami organicznymi.
Dioda OLED zbudowana jest z kilku bardzo cienkich warstw materiałów nałożonych na siebie w sposób przypominający wyglądem kanapkę. Tymi warstwami są:
- dwie elektrody przewodzące:
  - anoda (+) – przezroczysta, w celu przepuszczenia emitowanego światła, również znana pod pojęciem emitera
  - katoda (−) – niekoniecznie przezroczysta, nazywana także „conductor”
- dwie warstwy organiczne:
  - warstwa przewodząca – organiczny półprzewodnik typu „n”
  - warstwa emisyjna – organiczny półprzewodnik typu „p” z innego materiału organicznego niż w przypadku warstwy przewodzącej; warstwa jest tak nazywana, gdyż emituje promieniowanie elektromagnetycznego w zakresie widma widzialnego; dlatego warstwa ta nazywana jest emisyjną
- podłoże – przezroczyste, najczęściej folia lub szkło

Istnieje możliwość „dodania” trzeciej warstwy organicznej w celu bardziej efektywnego przepływu elektronów z katody do warstwy emisyjnej. 

Schemat OLED: 1 – katoda (–), 2 – warstwa emisyjna, 3 – emisja promieniowania, 4 – warstwa przewodząca, 5 – anoda (+)

Proces technologiczny wytwarzania diody OLED zwykle odbywa się w następującej kolejności:
1. Na podłoże naniesiona zostaje anoda.
2. Na anodzie wytwarzana jest warstwa transportowa dla dziur.
3. Naniesienie warstwy przewodzącej typu „n”.
4. Na warstwie przewodzącej wytwarzana jest warstwa emisyjna typu „p”.
5. Następnie nanoszona jest warstwa transportowa dla elektronów.
6. Na samej górze umieszczana jest katoda.

Grubość warstw w OLED technology nie przekracza 500 nm.
Przyłożenie napięcia do OLED powoduje przepływ elektronów od katody do anody, zatem katoda podaje elektrony do warstwy emisyjnej, a anoda pobiera elektrony z warstwy przewodzącej, innymi słowy anoda podaje dziury elektronowe do warstwy emisyjnej.
W momencie spolaryzowania złącza w kierunku przewodzenia, warstwa emisyjna jest naładowana ujemnie, jednocześnie warstwa przewodząca staje się bogata w dodatnio naładowane dziury. Oddziaływanie elektrostatyczne przyciąga elektrony i dziury, które ze sobą rekombinują. Dzieje się to blisko warstwy emisyjnej, bowiem dziury w półprzewodnikach organicznych są bardziej mobilne niż elektrony (odwrotnie niż w przypadku półprzewodników nieorganicznych). W momencie rekombinacji elektron przechodzi na niższy poziom energetyczny, czemu towarzyszy emisja promieniowania elektromagnetycznego w zakresie widma widzialnego. Dlatego warstwa ta nazywana jest emisyjną.
OLED nie świeci przy zaporowym spolaryzowaniu złącza, ponieważ dziury elektronowe przemieszczają się do anody, a elektrony do katody, tak więc oddalają się od siebie i nie rekombinują.
Jako materiał anody zwykle stosowany jest ITO (indium tin oxide – roztwór stały tlenku indu(III) i tlenku cyny(IV)). Jest on przezroczysty dla światła i posiada wysoką pracę wyjścia, co sprzyja przemieszczaniu dziur do warstwy polimerowej. Do tworzenia katod często używa się glinu i wapnia, ponieważ metale te posiadają niską pracę wyjścia, co ułatwia wstrzykiwanie elektronów do warstwy polimerowej.

## Wady i zalety

### Zalety
- Największy kontrast spośród obecnych technologii wyświetlaczy.
- Odwzorowanie barw pozwalające uzyskać WIDE Gamut RGB (skalibrowane, profesjonalne monitory dla grafików typu LED LCD tylko zbliżają się do tego poziomu).
- Możliwość zakrzywienia powierzchni ekranu. W procesie produkcji materiał organiczny może być naniesiony na odpowiednie elastyczne i lekkie podłoże, daje to możliwość produkcji zwijanych wyświetlaczy, ekranów wszytych w odzież oraz lżejszych komputerów przenośnych.
- Ma większą skalę barw i jasność niż LCD, ponieważ piksele OLED bezpośrednio emitują światło, które nie jest zatrzymywane przez filtry polaryzacyjne, tak jak jest w wypadku LCD.
- Nie wymaga podświetlenia, dzięki temu kontrast może wynosić nawet 1 000 000:1, a czerń jest idealnie czarna. Zmniejsza to pobór energii w chwili wyświetlania ciemnego obrazu. Brak podświetlenia obniża też koszt produkcji oraz eksploatacji.
- Kolor punktu obrazu na wyświetlaczu OLED pozostaje prawidłowy nawet gdy kąt patrzenia bliski jest 90° względem wektora normalnego. Przy wykorzystaniu przezroczystego, elastycznego podłoża, wyświetlacz taki może wyświetlać obraz z obu stron, a tym samym kąt widzenia jest praktycznie nieograniczony.
- Posiada znacznie krótszy czas reakcji w porównaniu do monitora LCD, który cechuje się czasem reakcji na poziomie 2‒12 milisekund, natomiast OLED nawet około 0,01 milisekundy.
- W procesie produkcji OLED nie jest wykorzystywana rtęć, co czyni je bardziej przyjaznymi dla środowiska.
- Dzięki prostej budowie, braku podświetlenia oraz mniejszej liczbie warstw wyświetlacza, szacunkowe koszty masowej produkcji są znacznie niższe niż produkcja wyświetlaczy LCD oraz paneli plazmowych. Także mniejsze zużycie energii i mniejsza liczba elementów ma wpływ na niższy koszt eksploatacji wyświetlaczy OLED.
- Bardzo mała grubość, niska masa.

### Wady
- Żywotność organicznych materiałów – niebieski OLED cechuje się najkrótszą żywotnością spośród tzw. kolorów RGB (czerwony, zielony, niebieski) – ok. 5–14 tys. godzin pracy, gdzie czas pracy czerwonego i zielonego OLEDa może wynosić nawet od 46 do 230 tys. godzin pracy.

- podatność na czynniki środowiskowe – materiały organiczne są szczególnie wrażliwe na działanie czynników środowiskowych. W przypadku mechanicznego uszkodzenia matrycy wyświetlacza woda lub wilgoć może bez trudu zniszczyć materiał organiczny. Przydatne jest dodatkowe powierzchowne zabezpieczenie,

- Większe zużycie energii od ekranów LCD w trakcie wyświetlania białych i jasnych elementów, np. podczas przeglądania stron internetowych lub dokumentów w edytorze tekstu[11][12][13][14] (podczas testów mieszanych wyświetlacz pobiera o 30% mniej energii)
- Rozwój technologii jest ograniczony patentami posiadanymi przez Eastman Kodak, żądającego nabycia licencji przez inne firmy. W przeszłości wiele technologii wyświetlaczy zostało szeroko rozpowszechnionych dopiero po wygaśnięciu patentów; klasycznym tego przykładem jest maska szczelinowa (monitora kineskopowego)[13].